# Khalid Yahya Blankinship
Khalid Yahya Blankinship (Seattle, 1949) è uno storico e orientalista statunitense.

## Biografia
Laureato nel 1973 nella University of Washington in Storia , nello stesso anno, mentre si trovava ancora a Seattle (Washington), si è convertito all'Islam. Nel 1975 Blankinship ha ricevuto un MA post laurea in "Insegnamento della lingua inglese per stranieri" dell'Università Americana del Cairo; nel 1983 un secondo MA in "Islamic History" dell'Università del Cairo e nel 1988 un Ph.D. in Storia dalla Università del Washington. Ha effettuato numerosi viaggi di studio nel Vicino Oriente, soggiornando per 11 anni in Egitto e un anno alla Mecca (Arabia Saudita). Attualmente è professore associato di Storia delle Religioni nella Temple University.

## Opere
- Khalid Yahya Blankinship, The end of the jihād state: the reign of Hishām ibn ʿAbd al-Malik and the collapse of the Umayyads, collana SUNY series in medieval Middle East history, State Univ. of New York Press, 1994, ISBN 978-0-7914-1828-4.